# Eilean Chrona
Eilean Chrona är en ö i Storbritannien.   Den ligger i kommunen Highland och riksdelen Skottland, i den norra delen av landet, 800 km norr om huvudstaden London. Arean är 0,19 kvadratkilometer.
Terrängen på Eilean Chrona är mycket platt. Öns högsta punkt är 14 meter över havet. Den sträcker sig 0,6 kilometer i nord-sydlig riktning, och 0,5 kilometer i öst-västlig riktning.